# Elisabet Falemo
Anna Elisabet Falemo, född 1959, är en svensk civilingenjör, är en svensk ämbetsman och politisk tjänsteman. Hon är civilingenjör i samhällsbyggnadsteknik från Luleå tekniska universitet. 
Falemo var generaldirektör för Elsäkerhetsverket 2011-2020. Tidigare har Falemo bland annat varit centerpartistisk statssekreterare på Miljödepartementet hos Andreas Carlgren 2006-2010, sekreterare i Energikommissionen 1994-1996, överingenjör på Stor-Stockholms Energi (STOSEB) 1996-2001 och nätchef på Elverket Vallentuna AB 2001-2006. Hon har även varit ledamot av kommunfullmäktige i Luleå 1985-1988 och stadsfullmäktige i Stockholm 1994-1998 för Centerpartiet samt politiskt sakkunnig på Miljö- och naturresursdepartementet 1992-1994.